# Леонтий (Боболинский)
Иеромонах Леонтий Боболинский (ум. не ранее 1700) — иеромонах Черниговского Троицко-Ильинского монастыря, хронист.

## Творчество
В 1699 году написал труд «Літописець сій єсть Кроніка з розних авторів и гісториков многих…», куда вошли давние западнорусских хронографы, письма, произведения греческих и римских историков, отрывки из польских и литовских хроник и т. п. В летописи представлены события с древних времён до середины XVII века.
Бо́льшую часть летописи и наибольший интерес представляет изложение современных автору событий второй половины XVII века, в частности, описание борьбы России, украинских казаков, молдавского и валашского народов против османского гнёта. В том числе, автор подробно описывает разгром турок русскими войсками и запорожскими казаками во время Чигиринских походов 1677 и 1678 годов.
Летопись Боболинского написана на языке, близком к тогдашнему разговорному украинскому, это примечательный памятник не только с точки зрения истории, но и лингвистики.
Полностью летопись ещё не опубликована, её рукопись хранится в Национальной библиотеке Украины имени В. И. Вернадского.
Отдельные отрывки напечатаны в приложении к изданной в Киеве в 1854 году «Летописи» Григория Грабянки.